# انكسار مزدوج

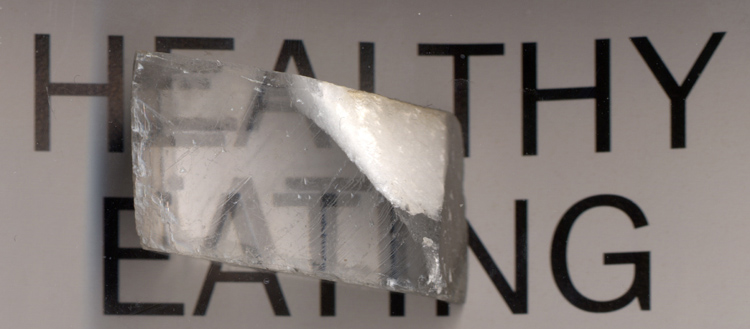
قطعة من الكريستال فوق ورقة مطبوع عليها أحرف. بعض أجزاء الأحرف تظهر انكسار مزدوج.

انكسار الضوء المستقطب عموديا عند نفاذه في مادة ذات انكسار مزدوج

الانكسار المزدوج في الفيزياء هو انكسار الضوء إلى قسمين، كل قسم له استقطاب باتجاه معين. يحدث ذلك عند دخول الضوء إلى مادة لها خصائص ضوئية معينة مثل البلورات، تعمل على استقطاب الضوء.
يتكون شعاع الضوء من موجة كهرومغناطيسية، وفي الواقع تتكون الموجة الكهرومغناطيسية من موجتين متلازمتين بنفس طول الموجة: أحدهما تموج المجال الكهربائي والأخرى تموج المجال المغناطيسي وتلك هي طبيعة الضوء. يتعامد المجال الكهربائي مع المجال المغناطيسي ويزامله في الاتجاه وفي طول الموجة. توجد مواد يمكنها فصل مركبة المجال الكهربائي عن مركبة المجال المغناطيسي، والناتج يكون شعاع ضوء مستقطب.
ويعتقد البعض أن الفايكنج استغلوا خاصية مادة بلورية من آيسلندا سموها «صخرة الشمس» تمتلك هذه الخاصية للملاحة عبر مياه بحر الشمال والمحيط الأطلسي عبر الضباب، لأن هذه الخاصية تسمح بتحديد موقع مصدر الضوء (الشمس) بدقة عالية حتى في الأجواء الغائمة.

## اقرأ أيضا
- انعكاس (فيزياء)